# Conchidium microchilos
Conchidium microchilos là một loài thực vật có hoa trong họ Lan. Loài này được (Dalzell) Rauschert mô tả khoa học đầu tiên năm 1983.